# WHO健康開發綜合研究中心

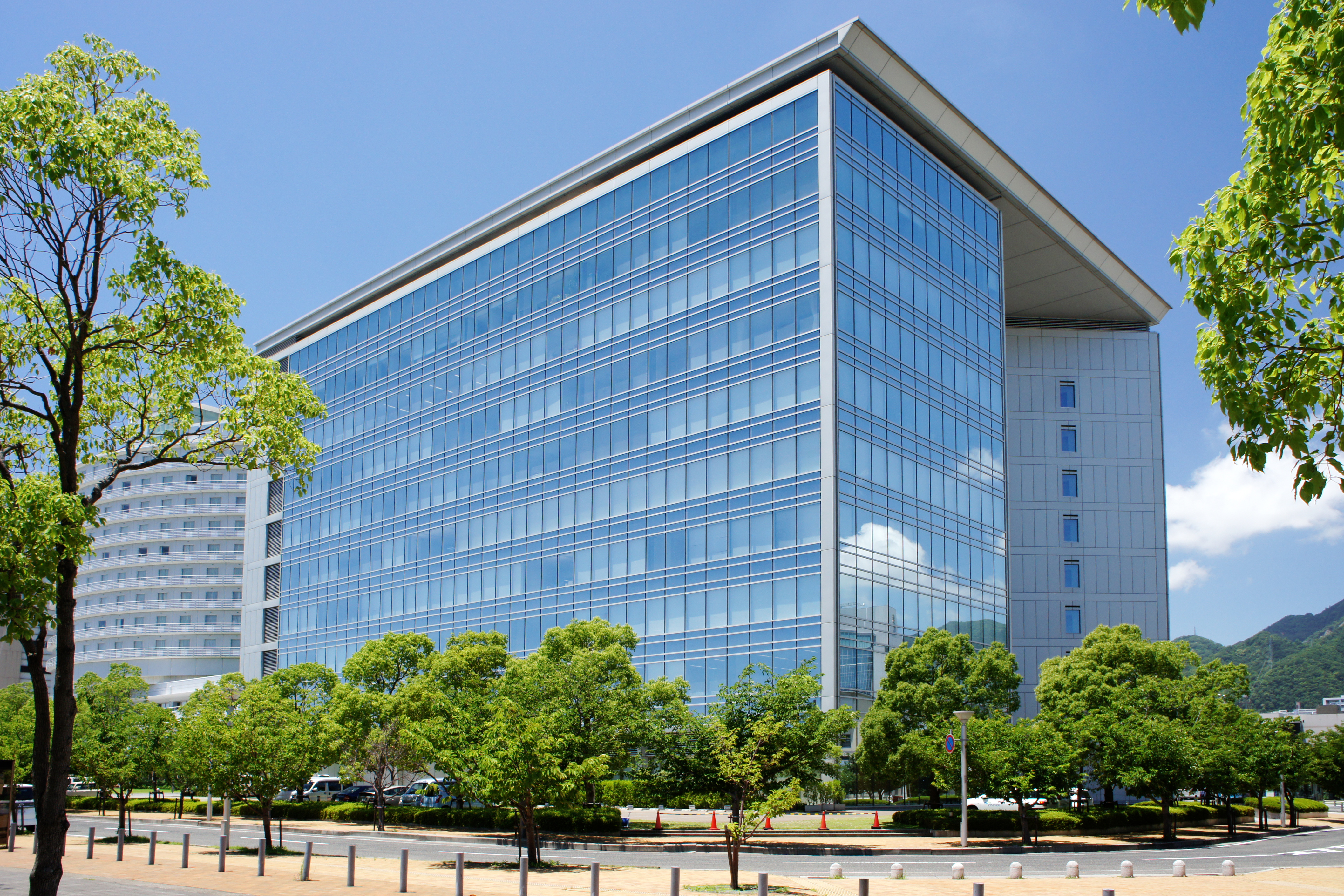
WHO健康開發綜合研究中心（神戶中心）

WHO健康開發綜合研究中心（英語：WHO Centre for Health Development，日语：／）是聯合國世界衛生組織下屬的政府間機構，為WHO衛生系統和創新部门的中心之一，1996年3月成立，總部設在日本兵庫縣神戶市中央区的HAT神戶。通稱WHO神戶中心（WHO Kobe Centre），縮寫WKC。1990年12月，兵庫縣知事及神戶市長首次向世界衛生組織（WHO）提議在神戶市設立中心，為國際衛生工作做貢獻。
中心的角色是培育、支援及維持衛生發展相關公共衛生研究之卓越及創新，並以「為全民衛生覆蓋而創新」作為願景。 
2017年7月，在東京舉行的東盟-日本全民衛生覆蓋及人口老齡化衛生部長會議發表聯合聲明，當中提及WHO神戶中心在推動東盟成員國及日本全民衛生覆蓋（UHC）聯合研究及知識管理方面處於中心地位。

## 国際健康開發中心大樓
WKC入駐的建築名為国際健康開發中心大樓（国際健康開発センタービル，IHD大樓），為集中健康照護相關研究機構及組織、支援WKC活動並促進国際交流而建設，1998年竣工。建築由丹下健三設計，為顧及周圍環境，選擇了直線為主的簡約外形。

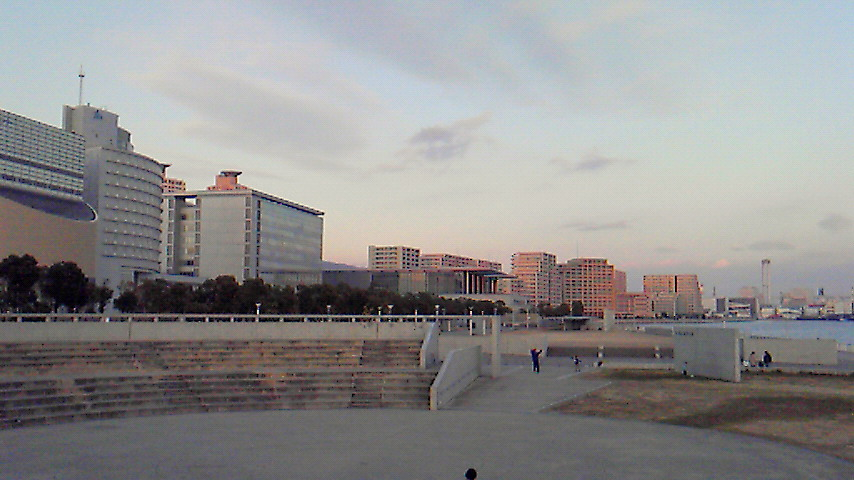
国際健康開發中心大樓周邊

建築東臨道路，道路對面是安藤忠雄設計的兵庫縣立美術館，西邊則是国際協力機構兵庫国際中心（JICA關西）。
- 設計：丹下健三
- 竣工：1998年4月
- 所在地：〒651-0073 兵庫縣神戶市中央区脇浜海岸通1-5-1

## 交通
參考：
- 阪神本線 岩屋站 步行6分
- JR 灘站 步行10分

## 周邊
參考：
- 人與防災未來中心
  - 人類未來館
  - 防災未来館
- 兵庫縣立美術館
- 兵庫縣立美術館 原田之森畫廊
- 横尾忠則現代美術館
- 神戶市立王子動物園

## 外部連結
- WHO Centre for Health Development （页面存档备份，存于）
- WHO神戶中心 （页面存档备份，存于）
- WHO Kobe Centre的X（前Twitter）
- YouTube上的WHO Centre for Health Development (WHO Kobe Centre)頻道
- 维基共享资源上的相關多媒體資源：WHO健康開發綜合研究中心

34°41′56.42″N 135°13′0.02″E / 34.6990056°N 135.2166722°E